# Квинт Цервидий Сцевола
Квинт Цервидий Сцевола (на латински: Quintus Cervidius Scaevola; * 2 век; † 3 век)
е римски юрист. Той произлиза от конническото съсловие и e член на consilium principis на император Марк Аврелий (161–180). От неговата голяма писателска юридическа дейност са запазени само заглавията и някои откъси. Според Historia Augusta Сцевола е учител на Папиниан (* 142; † 212) и на по-късния император Септимий Север.